# Готовчик, Анатолий Денисович
Анатолий Денисович Готовчик (бел. Анатоль Дзянісвавіч Гатоўчык, 24 марта, 1937, д. Воронёво, Кричевский район — ?) — Герой Социалистического Труда (1975).

## Биография
С 1963 года — машинист барабанных печей Кричевского цементно-шиферного комбината.
При его участии усовершенствована форсунка для подачи топлива и воздуха в печь, что позволило увеличить термин службы печи, сделано много усовершенствований, улучшающих работу рабочих, машиниста и его помощника.
Звание Героя Социалистического Труда присвоено за трудовую доблесть в выполнении заданий 9-й пятилетки и высокие технико-экономические показатели труда.

## Награды
- Герой Социалистического Труда (1975)[2].
- Орден Ленина.
- Почётные грамоты Верховного Совета БССР[2].

## Память
- Памятный знак А. Д. Готовчику на Аллее Славы в парке Победы в городе Кричеве Могилёвской области[3].